# Luigi Cantone
Luigi Cantone –conocido como Gino Cantone– (Robbio, 21 de julio de 1917-Novara, 6 de noviembre de 1997) fue un deportista italiano que compitió en esgrima, especialista en la modalidad de espada.
Participó en los Juegos Olímpicos de Londres 1948, obteniendo dos medallas, oro en la prueba individual y plata en la prueba por equipos. Ganó dos medallas en el Campeonato Mundial de Esgrima en los años 1947 y 1949.

## Palmarés internacional
| Juegos Olímpicos   | Juegos Olímpicos      | Juegos Olímpicos  | Juegos Olímpicos   |
| Año                | Lugar                 | Medalla           | Prueba             |
| ------------------ | --------------------- | ----------------- | ------------------ |
| 1948               | Londres (Reino Unido) | Medalla de oro    | Espada individual  |
| 1948               | Londres (Reino Unido) | Medalla de plata  | Espada por equipos |
| Campeonato Mundial |                       |                   |                    |
| Año                | Lugar                 | Medalla           | Prueba             |
| 1947               | Lisboa (Portugal)     | Medalla de bronce | Espada por equipos |
| 1949               | El Cairo (Egipto)     | Medalla de oro    | Espada por equipos |